# Минеева, Валентина Алексеевна
Валенти́на Алексе́евна Мине́ева (30 декабря 1924, Ибреси Батыревского уезда Чувашской автономной области, ныне посёлок Ибреси Чувашской Республики — 25 апреля 2010, Чебоксары Чувашской Республики) — чувашская народная мастерица-ткачиха, журналистка, исследовательница и популяризатор народного искусства. Член Союза журналистов СССР (1971).

## Биография
- 1941 — окончила Чебоксарское педагогическое училище[2].
- 1950 — окончила исторический факультет Чувашского государственного педагогического института.
- 1954—1966 — редактор, 1966—1973 — старший редактор[2] детских передач Чувашского радио.
- 1972 (по другим данным с 1954[1])—1980 — учитель в сельской школе[2], литературный сотрудник в отделе культуры, литературы и искусства и старший корреспондент республиканской газеты «Коммунизм ялавĕ» (ныне «Хыпар»), в газете «Пионер сасси» (Клич пионера)[2].
- 1986—1989 — художник по узорному ткачеству в экспериментальной лаборатории Объединения художественных промыслов «Паха тĕрĕ».
- 1990—2002 — заведующая мемориальным музеем-квартирой народного художника ЧР М. С. Спиридонова.

## Творчество
В. А. Минеева — исследователь народной культуры, традиций и приёмов народного узорного тканья, шитья бисером и монетами. Ее многолетняя журналистская деятельность сочеталась с глубоким изучением традиций чувашской этнокультуры и народного искусства. Неоднократно выступала с очерками и публицистикой по проблемам народного искусства и художественных промыслов Республики. 
В.А. Минеева была известна как мастерица узорного ткачества в чувашских традициях, занималась художественной практикой.  Особенность её творчества — возрождение и использование техники так называемого браного тканья и ремизной техники, а также изготовление поясов по народным традициям.  Освоила почти все художественные и технические приёмы чувашского национального ткачества, шитья бисером и монетами, вышивки, вязания, плетения поясов.
В период конца 1970 — 1990-х В. А. Минеева была участницей и неоднократным лауреатом республиканских, всероссийских и всесоюзных художественных выставок. Автор многочисленных произведений: узорных полотенец, поясов, скатертей, дорожек, салфеток, украшений. Работы Минеевой экспонировались на выставке произведений художников автономных республик РСФСР в Москве (1971).
Произведения В. Минеевой хранятся в Чувашском национальном музее, Чувашском государственном художественном музее, Государственном музее этнографии, музеях Москвы, Санкт-Петербурга, Суздаля и т. д.
В 1990 г., работая заведующей мемориальным музеем-квартирой народного художника ЧР М. С. Спиридонова, вела научно-исследовательскую и просветительскую работу. Ею были систематизированы фонды, публиковались очерки и статьи по народному искусству в прессе, организована детская студия узорного ткачества.

## Награды и звания
- Член Союза журналистов СССР (1971).
- Заслуженный работник культуры Чувашской АССР (1978).
- Народный мастер РСФСР (1989)[2][неавторитетный источник].
- Почётная грамота Верховного Совета ЧАССР (1998).

## Примечание
1. 1 2  Иванов-Орков Г.Н. Минеева Валентина Алексеевна : [арх. 1 октября 2016] // Электронная Чувашская энциклопедия.
2. 1 2 3 4 5 6 7  Минеева Валентина Алексеевна // Исследователи этнографии и археологии Чувашии : биобиблиографический словарь. — Чебоксары: Чуваш. гос. ин-т гуманитар. наук, 2004. — С. 174—176. — ISBN 5-87677-041-8.